# Hieracium flocculosum
Hieracium flocculosum es una especie de planta con flor del género Hieracium, de la familia Asteraceae, orden Asterales.

## Distribución
Hieracium flocculosum se distribuye por Inglaterra y Escocia.

## Taxonomía
Fue descrita científicamente por Backh. fil.
Tratamiento taxonómico
La especie aparece registrada y publicada en Monogr. Brit. Hierac.